# Gallaher Peak
Der Gallaher Peak ist ein 1005 m hoher Berg an der Gould-Küste des westantarktischen Marie-Byrd-Lands. Als einer der Berry Peaks ragt er zwischen dem südöstlichen Rand des Ross-Schelfeises und dem Watson Escarpment auf.
Das Advisory Committee on Antarctic Names benannte ihn 1967 nach James T. Gallaher, der als Elektriker im antarktischen Winter 1958 auf der Byrd-Station tätig war.